# Obfelden
Obfelden (schweizerdeutsch: Obfälde) ist eine politische Gemeinde im Bezirk Affoltern (älter: Knonauer Amt, pop. Söiliamt) des Kantons Zürich in der Schweiz. Die Gemeinde besteht aus den Weilern Unterlunnern, Oberlunnern, Wolsen, Toussen und Bickwil sowie dem nach der Abspaltung von Ottenbach entstandenen Chilenfeld (schweizerdeutsch Underlunnere, Oberlunnere, Wolse, Tousse, Bickwiil, Chilefäld).

## Geographie

Luftbild (1947) von Werner Werner Friedli

Obfelden gehört zum Knonauer Amt und liegt an der Reuss, welche die Kantonsgrenze zum Kanton Aargau bildet. Die Gemeinde grenzt im Süden zudem an den Kanton Zug. Die Luftdistanz zu Zürich beträgt etwa 14 Kilometer, nach Zug etwa 13 Kilometer.
Nachbargemeinden sind Ottenbach, Affoltern am Albis, Mettmenstetten, Maschwanden, Hünenberg, Merenschwand.
Ein Dreikantonseck zu den Kantonen Aargau und Zug findet sich an der Mündung der Lorze in die Reuss ().

## Geschichte
Erste Siedlungen auf Obfelder Gebiet lassen sich bis in die Steinzeit zurückverfolgen. Funde lassen auf eine neolithische Siedlung schliessen. Bronzene Armspangen aus dem 7. Jahrhundert v. Chr. weisen auf eine keltische Besiedlung hin. Zur Zeit der Römer befand sich unterhalb des heutigen Weilers Unterlunnern ein kleiner Vicus mit Zentralbauten und vermutlich mit Hafenanlagen an der Reuss. Der Siedlungsname Lunnern (vielleicht von keltisch-lateinisch Londinaria) zeugt noch heute vom kulturellen Kontakt zwischen romanisch sprechenden Bevölkerungsteilen und den sich ab dem 7. Jh. n. Chr. ansiedelnden Alamannen. Ausgrabungen fanden bisher nur in Form von Stichproben statt. Schon 1741 wurde jedoch der Goldschatz von Unterlunnern entdeckt: Der vom Ende des 3. Jahrhunderts nach Christus stammende Hortfund befindet sich im Schweizerischen Landesmuseum in Zürich.
Vom 7. bis 11. Jahrhundert entstanden auf dem heutigen Gemeindegebiet fünf Weiler: Die ans antike Lunnern anknüpfenden Unterlunnern und Oberlunnern sowie – etwas weiter von der Reuss entfernt – Toussen (eventuell von althochdeutsch Dunines/Tunines heim, «Heim/Dorf des Duni/Tuni», erstmals belegt 1325 als Tunsen), Wolsen (möglicherweise von althochdeutsch ze Wolines hovun, «bei den Höfen des Woli», erwähnt 1281 als Woloshoven und 1311 als Wolunsun) und Bickwil (wohl von althochdeutsch Biccin wilari, «Weiler des Bicco» um 1150 als Biggwile belegt).
Kirchlich gehörten die Weiler seit dem Ausgang des Hochmittelalters zu Ottenbach. Gerichtlich waren sie dem Maschwander Amt und (im Fall des oberen Teils von Toussen und des unteren Teils Unterlunnerns) dem Freiamt Affoltern unterstellt und fielen mit diesen Gebieten 1406 bzw. 1415 an die Stadt Zürich. In der zweiten Hälfte des 15. Jahrhunderts waren sie direkt vom Alten Zürichkrieg betroffen, im dritten Jahrzehnt des 16. Jahrhunderts als Teil der 1507 als neue Verwaltungseinheit geschaffenen Landvogtei Knonau in die Ereignisse rund um die zürcherische Reformation involviert. Erstmals nannte 1640 der damalige Ottenbacher Pfarrer Hans Kaspar Müller die fünf Weiler summarisch «gmeinden ob dem feld». 1651 schrieb derselbe Pfarrer in einem Brief an die Zürcher Obrigkeit: «Die obern Gemeinden aber dringen ernstlich darauf, dass man ihnen auch eine Schul ob dem Felde lassen sölle […].»
Ab Mitte des 17. Jahrhunderts führten Wirtschaftskrisen und Bevölkerungswachstum dazu, dass sich zahlreiche Bewohner des Knonauer Amts zur Auswanderung gezwungen sahen. Aus Obfelden sind zwischen 1650 und 1750 die Namen von knapp 350 ins Ausland ausgewanderten Personen überliefert, von denen etwa ein Drittel ins Elsass und der Rest ins Herzogtum Zweibrücken, in die Kurpfalz, nach Brandenburg oder ins amerikanische Pennsylvania zog.
Am 15. Februar 1847 trennten sich die fünf Zivilgemeinden ob dem Felde von Ottenbach und gründeten die neue Einheitsgemeinde Obfelden. Entscheidend an dieser Abspaltung beteiligt war der Baumwoll- und Seidenfabrikant Rudolf Stehli-Hausheer (1816–1884), der sich in dieser Sache 1846 mit einem Brief an Alfred Escher richtete. Der spätere liberale Nationalrat und Eisenbahnförderer hatte 1837 in Oberlunnern eine Baumwollweberei gegründet und diese 1840 in eine Seidenweberei, die spätere Stehli Seiden, umgewandelt. Dies war der Beginn der Industrialisierung des Dorfes.
Im Jahr der Gemeindegründung fand auf dem Gemeindegebiet im Rahmen des Sonderbundskriegs am 12. November 1847 das Gefecht von Lunnern statt, in dessen Verlauf die Sonderbundstruppen vergeblich über die Reuss auf Zürcher Gebiet zu gelangen versuchten.
1847 lieferte der Kirchenbauarchitekt Ferdinand Stadler die Pläne für eine Kirche im Dorf, deren Bau zu einem guten Teil vom Seidenpatron Stehli-Hausheer finanziert wurde. Im Umfeld von Kirche und Pfarrhaus entstand in den folgenden Jahrzehnten der Weiler Chilenfeld, in welchem auch der Landsitz der Fabrikherren-Familie, die sogenannte Villa Stehli (1877), die neuen Schulgebäude (Sekundarschulhaus 1885, Turnhalle 1892, Primarschulhaus 1897) sowie das Gemeindehaus (1929) zu stehen kamen.

## Bevölkerung
| Jahr      | 1634 | 1668 | 1799 | 1850 | 1900 | 1950 | 2000 | 2005 | 2010 | 2015 | 2020 | 2022 |
| --------- | ---- | ---- | ---- | ---- | ---- | ---- | ---- | ---- | ---- | ---- | ---- | ---- |
| Einwohner | 311  | 562  | 789  | 896  | 1335 | 1517 | 4772 | 4355 | 4682 | 5007 | 5778 | 5779 |

## Politik
Gemeindepräsident ist Stephan Hinners (parteilos, Stand 2023).
Bei der Nationalratswahl 2019 erreichten die Parteien folgende Wähleranteile:
SVP 33,72 %, SP 14,64 %,
glp 14,56 %, FDP 11,51 %, Grüne 8,55 %, CVP 6,39 %, EVP 5,32 %, EDU 2,16 %, BDP 1,84 % und andere (8) 1,30 %.
Die Wähleranteile bei der Nationalratswahl 2023: SVP 37,56 % (+3,84 %), SP 15,25 % (+0,61 %), glp 12,21 % (−2,35 %), Die Mitte 9,94 % (+1,70 %), FDP 9,04 % (−2,47 %), Grüne 6,85 % (−1,69 %), EVP 3,87 % (−1,46 %), EDU 1,84 % (−0,32 %), Aufrecht Zürich 1,46 %, andere (11) 1,98 %.

## Wappen
Blasonierung:
In Blau ein durch ein goldenes Band mit frei flatternden Enden zusammengehaltenes Bündel von fünf goldenen Ähren, die mit sechs goldenen Blättern abwechseln
Die Ähren symbolisieren die fünf Weiler.

## Sehenswürdigkeiten
In Obfelden gibt es zwei Kirchen:
- die reformierte Kirche aus dem Jahr 1847 und
- die römisch-katholische Kirche St. Antonius von 1965.

## Verkehr
Die Gemeinde ist durch drei Buslinien erschlossen:
212 Affoltern a. A., Bahnhof – Obfelden, Unterlunnern via Dorfstrasse
215 Affoltern a. A., Bahnhof – Ottenbach – Birmensdorf ZH – Zürich, Bahnhof Wiedikon via Obfelden, Bickwil
217 Affoltern a. A., Bahnhof – Obfelden – Muri AG, Bahnhof via Dorfstrasse
Seit dem 13. November 2009 besitzt die Gemeinde einen gemeinsamen Autobahnanschluss mit Affoltern am Albis. 2020 wurde mit den Bauarbeiten des Autobahnzubringers Obfelden-Ottenbach begonnen, der Anfang Juni 2023 dem Verkehr übergeben wurde. Er entlastet Obfelden und Ottenbach vom Durchgangsverkehr.

## Persönlichkeiten
- Andreas Gut (belegt 1557–1589), Verfasser der an die Zürcher Obrigkeit gerichteten Schrift «Teüffern supplication inn der herschaft Knonow»[21][22]
- Veronika Gut (1705–1737), als Kindsmörderin hingerichtet, ihre Aussagen führten zur Entlassung und Inhaftierung des Ottenbacher Pfarrers[23]
- Rudolf Stehli-Hausheer (1816–1884), Industrieller und Nationalrat (FDP)[14]
- Paul Gysler (1893–1966), Politiker (BGB)
- Idy Hegnauer (1909–2006), Krankenschwester und Friedensaktivistin